# آپنوایر
آپنوایر (به آلمانی: Appenweier) یک شهر در آلمان است که در ارتناوکرایس واقع شده‌است. آپنوایر ۹٬۷۲۲ نفر جمعیت دارد.

## خواهرخوانده
شهر Montlouis-sur-Loire خواهرخواندهٔ آپنوایر هست.